# 토미슬라브 므르첼라

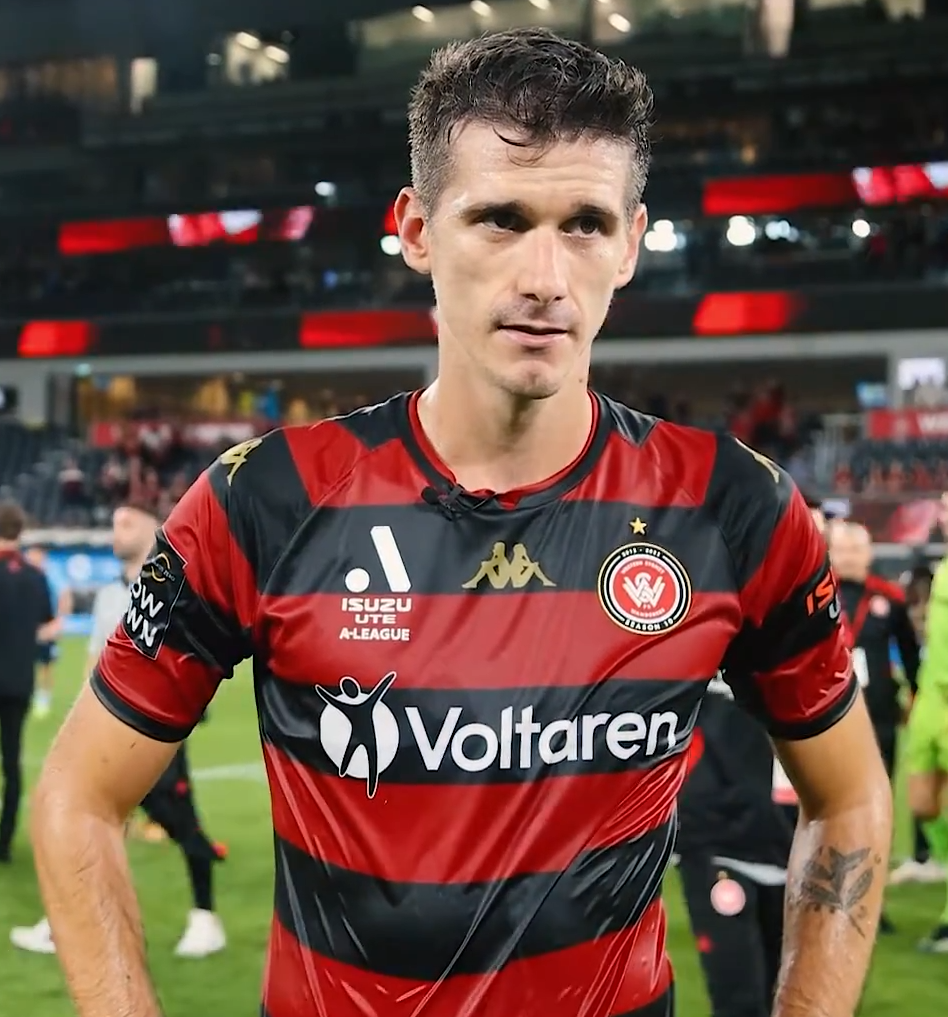

토미슬라브 므르첼라(크로아티아어: Tomislav Mrčela, 1990년 10월 1일 ~ , )는 호주에서 태어난 축구 선수이다. 현재 SC 이스트 벵골에서 뛰고 있으며, K리그 등록명은 토미이다. 크로아티아계 호주인이다.